# Mas de l'Anguera
|  | Aquest article tracta sobre el mas del municipi de Falset. Vegeu-ne altres significats a «Mas de l'Anguera (l'Albiol)». |

El Mas de l'Anguera és un mas del municipi de Falset (Priorat) protegit com a bé cultural d'interès local.

## Descripció
Conjunt d'edificis, el principal dels quals presenta una planta que s'ha anat fent a base d'afegitons. És bastit amb maçoneria, està arrebossat i pintat i la coberta és a dues vessants. Sobre la façana principal s'obren tres portes i una finestra a la planta baixa, dos balcons i quatre finestres al pis i les golfes hi ha una galeria de 13 finestres amb arc de mig punt. La porta principal, amb la inscripció 1794, és de dovelles de pedra. El subministrament d'aigua es feia mitjançant un aqüeducte que travessa el barranc, una bassa amb uns rentadors annexes.

### Capella
Hi ha una petita construcció adossada al cos principal del mas d'Anguera, de planta rectangular, bastida de maçoneria i obra arrebossada i coberta a dues vessants. Interiorment costa d'una nau i absis hexagonal. La volta que arrenca d'un fris continu és de mig punt i llunetes. Els murs són enguixats i el terra enrajolat. La façana presenta una porta cegada i un petit ull de bou, està rematada per un campanar d'espadanya fet d'obra.

## Història
El mas Anguera, datat a la fi del segle xviii, fou aixecat sobre edificacions preexistents. Era remarcable el sistema de conducció d'aigua, de notable complexitat i inversió per aquelles dates. Aquest mas fou ocupat fins ben entrat el segle xx. Durant la Guerra Civil fou convertit en hospital de campanya, tot i que fou un objectiu militar, no va resultar malmès pels bombardeigs.